# Pentila lunaris
Pentila lunaris är en fjärilsart som beskrevs av Gustav Weymer 1892. Pentila lunaris ingår i släktet Pentila och familjen juvelvingar. Inga underarter finns listade i Catalogue of Life.